# الموسوعة العربية
الموسوعة العربية عمل موسوعي ثقافي عربي شامل صدر في 24 مجلدًا كبيرًا، في مختلِف العلوم والفنون والمعارف الإنسانية، من إنجاز هيئة الموسوعة العربية في الجمهورية العربية السورية.

## إنشاء الموسوعة
صدرت أول طبعة من الموسوعة سنة 1998، وتستمر الموسوعة بطباعة إصداراتها. وفي عام 2016 أُطلِقَت النسخة الإلكترونية المجانية من الموسوعة على موقعها.

## حجم الموسوعة
النسخة الورقية: صدر من الموسوعة العربية حتى الآن 24 مجلداً تضم ما يزيد على 22 ألف مدخل في فروع العلوم والآداب والسياسة والقانون والاقتصاد والفنون والإعلام والرياضة تتوزع على 22 ألف صفحة من القطع الكبير. وتشتمل الموسوعة على 667 خريطة، و3435 صورة، و2085 شكلاً لا تشكل أكثر من 20% من محتوى الموسوعة الكلي.
النسخة الرقمية، أطلقت في العام 2016 على شبكة الإنترنت، حيث يمكن للمتصفح أن يتصفح كامل الموسوعة مجاناً.